# آدام بوگدان
آدام بوگدان (مجاری: Bogdán Ádám؛ زادهٔ ۲۷ سپتامبر ۱۹۸۷) بازیکن فوتبال اهل مجارستان است.
از باشگاه‌هایی که در آن بازی کرده‌است می‌توان به واشاش، بولتون واندررز، کرو الکساندرا، لیورپول، ویگان اتلتیک و هیبرنین اشاره کرد.
وی همچنین ۱۹ مرتبه در تیم ملی فوتبال مجارستان بازی کرده‌است. وی نخستین بازی ملی خود را در اکتبر ۲۰۰۸ در برابر مالت به انجام رساند که تیم ملی کشورش با نتیجه ۱–۰ برنده آن مسابقه شد.
بوگدان با پایان قراردادش با تیم فوتبال بولتون، در بازار نقل و انتقالات تابستانی به صورت بازیکن آزاد در تاریخ ۱ ژوئیه ۲۰۱۵ به باشگاه لیورپول پیوست.